# 弓場堅真
弓場 堅真（ゆば けんしん、2000年10月12日 - ）は大阪府出身のサッカー選手。Jリーグ・FC今治所属。ポジションはミッドフィールダー。

## 来歴

### ユース
中学は、前田大然も所属していた川上FC、高校では浜松開誠館高等学校でプレー。第97回全国高校サッカー選手権大会初出場。静岡県大会得点王、ベストイレブン。大学は国士舘大学に進学、総理大臣杯全国優勝、インカレ3位。

### HondaFC
2023年、JFL・Honda FCに加入。リーグ戦20試合に出場し1得点を挙げた。そして12月22日に退団を発表。

### FC今治
2023年12月25日、Jリーグ・FC今治へ完全移籍した。

## 所属クラブ
- 2007年 - 2012年 大伴FC
- 2013年 - 2015年 川上FC
- 2016年 - 2018年 浜松開誠館高等学校
- 2019年 - 2022年 国士舘大学
- 2023年  Honda FC
- 2024年 -  FC今治

## 個人成績
| 国内大会個人成績 | 国内大会個人成績 | 国内大会個人成績 | 国内大会個人成績 | 国内大会個人成績             | 国内大会個人成績 | 国内大会個人成績 | 国内大会個人成績 | 国内大会個人成績 | 国内大会個人成績 | 国内大会個人成績 | 国内大会個人成績 |
| 年度             | クラブ           | 背番号           | リーグ           | リーグ戦                     | リーグ戦         | リーグ杯         | リーグ杯         | オープン杯       | オープン杯       | 期間通算         | 期間通算         |
| 年度             | クラブ           | 背番号           | リーグ           | 出場                         | 得点             | 出場             | 得点             | 出場             | 得点             | 出場             | 得点             |
| 日本             | 日本             | 日本             | 日本             | リーグ戦                     | リーグ戦         | リーグ杯         | リーグ杯         | 天皇杯           | 天皇杯           | 期間通算         | 期間通算         |
| ---------------- | ---------------- | ---------------- | ---------------- | ---------------------------- | ---------------- | ---------------- | ---------------- | ---------------- | ---------------- | ---------------- | ---------------- |
| 2023             | Honda            | 18               | JFL              | 20                           | 1                | -                | -                | 2                | 0                | 22               | 1                |
| 2024             | 今治             | 14               | J3               | 25                           | 1                | 1                | 0                | 1                | 0                | 27               | 1                |
| 2025             | 今治             | 14               | J2               |                              |                  |                  |                  |                  |                  |                  |                  |
| 通算             | 日本             | 日本             | J2               | \|\|\|\|\|\|\|\|\|\|\|\|\|\| |                  |                  |                  |                  |                  |                  |                  |
| 通算             | 日本             | 日本             | J3               | 25                           | 1                | 1                | 0                | 1                | 0                | 27               | 1                |
| 通算             | 日本             | 日本             | JFL              | 20                           | 1                | -                | -                | 2                | 0                | 22               | 1                |
| 総通算           | 総通算           | 総通算           | 総通算           | 45                           | 2                | 1                | 0                | 3                | 0                | 49               | 2                |

出場歴
- Jリーグ初出場 - 2024年2月25日 J3第1節 ガイナーレ鳥取戦 (アシックス里山スタジアム)
- Jリーグ初得点 - 2024年8月31日J3第26節 奈良クラブ戦 (アシックス里山スタジアム)

## タイトル

### 高校
- 第97回全国高校サッカー選手権　静岡県大会（2018年）

### 大学
- 第46回 総理大臣杯 全日本大学サッカートーナメント（2022年）

Honda FC
- 日本フットボールリーグ：1回（2023年）

FC今治
- 愛媛県サッカー選手権大会（2024年）